# Саченко, Борис Иванович
Бори́с Ива́нович Са́ченко (бел. Барыс Іванавіч Сачанка, 15 мая 1936, Великий Бор, Хойникский район — 5 июля 1995, Минск) — советский и белорусский прозаик, публицист, переводчик. Лауреат Государственной премии Белорусской ССР имени Якуба Коласа (1982). Отец белорусской поэтессы и литературоведа Светланы Явар и белорусской журналистки и писательницы Галины Богдановой.

## Биография
Отец, Иван Николаевич, работал в химлесхозе. Мать, Вера Михайловна, работала в колхозе, заботиться о детях, которых в семье было семеро. В 1943 году фашисты сожгли Великий Бор, а в июне того же года, Борис, вместе с родителями, был вывезен в Германию. Работал на ферме немецкого землевладельца.
Вернулся на родину в 1945 году. После возвращения окончил школу в г. Хойники. Учился в Белорусском государственном университете на отделении журналистики филологического факультета БГУ (1955—1960).
Во время учёбы на филологическом факультете начал работать в журнале «Вожык». Далее в журнале «Полымя», издательствах «Мастацкая літаратура» и «Белорусская энциклопедия имени Петруся Бровки», а также секретарём Союза писателей БССР. В 1993—1995 годах — главный редактор издательства «Белорусская энциклопедия».

Принимал участие в работе XXXV сессии Генеральной Ассамблеи ООН (1980). Член Союза писателей СССР (с 1960 г.).

Могила Б. И. Саченко

Умер 5 июля 1995 года в Минске.

## Награды
- Два ордена «Знак Почёта»
- Медаль Франциска Скорины
- Лауреат Государственной премии Белорусской ССР имени Якуба Коласа (1982) за книгу «Ваўчыца з Чортавай Ямы»
- Лауреат Литературной премии СП Беларуси имени Ивана Мележа (1991) за книгу «Сняцца сны аб Беларуси…».

## Наиболее известные произведения
- «Дарогі»
- «Аксана»
- «Памяць»
- «Тры аповесці»
- «Ваўчыца з Чортавай Ямы»
- «Горкая радасць вяртання»
- «Вечны кругазварот»
- «Родны кут»
- «Чужое неба»
- «Вялікі лес» (трилогия)

## Переводы
Переводил с сербского, словацкого, польского языков. Перевел на белорусский язык повесть Е. Гуцалова «Школьны хлеб» (1976), П. Андреева (П. Абрасимова) «Аповесць пра майго сябра» (1979), книгу повестей и рассказов И. Андрича «Трывожны год» (1978), пьесы А. Салынского «Барабаншчыца» (поставлена в 1978) и А. Галина «Апошняе спатканне» (поставлена в 1980), отдельные произведения М. Пришвина, С. Никитина, В. Богомолова, П. Мирного, М. Котюбинского, Ф . Крайцвальда и др.

## Память
- Имя Б. И. Саченко присвоено ГУО "Великоборская средняя школа"[2]